# Mohammad Reza Dehshiri
Mohammad Reza Dehshiri ist ein iranischer Hochschullehrer für internationale Beziehungen an der School of International Relations des Ministeriums für Auswärtige Angelegenheiten der Islamischen Republik Iran in Teheran. Er ist der ehemalige stellvertretende Direktor der Ständigen Vertretung des Iran bei der UNESCO und Vizepräsident der Organisation für Islamische Kultur und Beziehungen (ICRO) für Forschung und Bildung.

## Werke (Auswahl)
- Islamophobia in West, New Cultural Cold War against Muslims in the US and UK
- dermfa.ir: Iran’s Foreign Policy in Post-Revolution Era: A Holistic Approach

## Video
- Assisi: Mohammad Reza Dehshiri - Campo anti-imperialista

| Personendaten    | Personendaten              |
| ---------------- | -------------------------- |
| NAME             | Dehshiri, Mohammad Reza    |
| KURZBESCHREIBUNG | iranischer Hochschullehrer |
| GEBURTSDATUM     | 20. Jahrhundert            |